# Jezerska Kočna
Jezerska Kočna – szczyt w Alpach Kamnickich, w Słowenii. Sąsiaduje z najwyższym szczytem pasma – Grintovcem. Góra ta ma 3 wierzchołki: Jezerska Kocna (2540 m), Kokrska Kocna (2520 m) i Na Krizu (2484 m). Z północnych zboczy szczytu spływa największy wodospad w Słowenii Slap Cedca o wysokości 138 m.